# 後藤次男
後藤 次男（ごとう つぐお、1924年1月15日 - 2016年5月30日）は、熊本県熊本市出身のプロ野球選手（内野手、外野手）・コーチ・監督、解説者・評論家。
愛称は「クマさん」。

## 来歴・人物

### 大阪タイガース入団まで
熊本県立工業学校在学中の1939年、二塁手として春夏連続で甲子園に出場。1941年には主将兼捕手として春の選抜に出場し、ベスト4まで勝ち進んだ。卒業後は熊本鉄道管理局を経て法政大学に進学し、東京六大学リーグでは4番打者として活躍。リーグ通算32試合出場、121打数30安打、打率.248。

### 現役選手として
大学卒業後は尊敬する熊本工の先輩川上哲治がいる巨人に行きたかったが、オール法大チームの試合で大阪タイガース監督の若林忠志とバッテリーを組み、気に入られる。
若林が正捕手の土井垣武と合わなかったこともあり、大学卒業後の1948年に大阪タイガースへ入団。契約金は12万円で、当時では破格の金額であった。ルーキーながら二塁手や外野手として全試合に出場し、同年に記録した129安打は新人での球団史上最多安打であった。
2年目の1949年からは4年連続で3割を超える打率をマークし、主にダイナマイト打線の3番打者として活躍。
守備では投手と遊撃手以外の7ポジションを経験しており、藤村富美男の8ポジションに次いで多く、ユーティリティプレイヤーの先駆者的存在であった。本当は中学時代にやっていた「捕手で生涯を全うしたかった」らしいが、夢は叶わなかった。
選手が少なかったこともあり、本堂保次が抜ければ二塁手、呉昌征が体調を崩せば中堅手に回り、どこでも無難にこなす器用さがあった。打撃も同様、長めのバットを使いながらもミート力に優れ、積極打法で三振も四球も少ないタイプであった。
当時36インチ（91.4cm）のバットを使用しており、藤村が「物干し竿」と呼ばれた長尺バットを使うまでは球界一長いバットであった。その後藤でも「物干し竿」はうまく振り抜けなかった。
温厚な人柄と風貌から「クマさん」の愛称で親しまれ、3年目の1950年には8打席連続安打で当時の日本記録である連続塁打25を打ち立て、内訳は5本塁打、2二塁打、1単打であった。同年の打率.322（リーグ6位）がキャリアハイであったが、ミート力に加え、持ち味の初球打ちから、この時の四球は規定打席到達者では最少の16、三振も18と少なかった。
1951年には155安打で同年のシーズン最多安打に輝き、1952年には中学以来となる捕手転向を打診されたが、櫟信平の欠場で一塁手に転向。同年は主に1番を任され、新人年から5年連続100安打を記録。他にも、10連続試合マルチ安打の日本記録を樹立した（ほか2人がタイ記録）。
真面目な性格通り、攻守走で常に手抜きをしない全力プレーが持ち味であったが故の怪我も多く、1953年途中に鎖骨を骨折した影響で1954年は出場ゼロに終わり、1955年からは代打での起用が中心となる。右、左、右と三度も鎖骨を折り、三度目は腰の骨を移植して手術するという重傷であった。代打としては、監督が「ピンチヒッター・後藤」を告げるが、後藤は大事な時に何故か、いつもベンチに姿がなかった。入団したての本間勝などは何度も呼びに行かされ、「クマさーん。後藤さーん」と大声で呼びまわっても返事がなく、行き先は決まってトイレであった。探しまくっている方は焦って冷や汗をかいている中、当の後藤本人は何食わぬ顔で用を足していた。当時、甲子園球場のトイレは、ベンチから少し離れたところにあって、後藤は「おう、スマン、スマン」と別に急ぐ様子はなく、おもむろにベンチへ戻ると、バットをケースから引き抜いてグラウンドへ向かった。あくまでもマイペースを貫き、何事があろうと、相手に弱味を見せなかった。
1957年引退。

### 選手引退から監督就任まで
引退後は大阪→阪神で一軍打撃コーチ（1958年, 1966年 - 1967年）、二軍監督（1959年）、ヘッドコーチ（1968年）、監督（1969年, 1978年）を歴任。コーチ業の合間を縫って、日本経済新聞評論家（1960年 - 1965年）・日本短波放送「プロ野球ナイトゲーム中継」（1960年 - 1962年）→ラジオ関西（1964年）解説者を務めた。一軍打撃コーチ時代には藤本勝巳の開花に一役買い、遠井吾郎・藤田平を育てた。1967年オフには阪神が広島と合同で沖縄遠征を行ったが、普段から「ワシは背中にピストルを突き付けられても飛行機には乗らん」と言っていた藤本定義監督は当然、同行しなかったため、後藤が監督代行で指揮を執ることになった。なぜか外務省から当初、渡航許可が下りず、「身分証明書の写真がクマに見えたのでは」「熊本出身者は沖縄に入れないんだ」などジョークも交えた大騒ぎとなったが、単なる外務省のミスと分かって一安心であった。二軍監督時代にはチームをウエスタン・リーグ優勝に導き、本間を送り出した。ゲームが無い日の練習後に外出する若手選手を見ると、後藤は必ず「どこへ行くんやあ」と声をかけ、「ハイ、ちょっと映画でも」のやり取りをしていると「ほんなら、これで見てこい」と小遣いを手渡してくれた。1959年の夏場には巨人・国鉄・大阪の3チームで東北、北海道を遠征。山形を皮切りに札幌、旭川、北見等を転々とし、最後にもう一度秋田で最終戦を行う日程であった。後藤は秋田での最終戦を迎えた試合前に「いいか。よく聞けよ。今日負けて、このシリーズ負け越すようなことがあったら、お前ら全員坊主にする」と一変し、チームのムードは引き締まった。最終戦の先発は本間で、かなりのプレッシャーを感じてマウンドに上がったが、結果は完投勝利で胸をなでおろした。
評論家時代はゴーストライターを使わずに自筆で原稿を書き、1年目の1960年には日本シリーズでミサイル打線の大毎有利が大勢を占める中、大洋の優勝を予想して見事に的中させた。後藤の評論家1年目は、日経新聞が大阪発行の紙面にもスポーツ面を創設した年で、後にスポーツライターに転身する浜田昭八と取材でコンビを組んだ。浜田は当時の上司に「本人に書いてもらえ。代筆はまかりならぬ」と厳命されたが、ネット裏で苦闘する姿は痛々しく、チェックと称して、時折カンニングの加担をしていた。的中した日本シリーズの予想では「三原・大洋の細かい野球がパワー頼みの大毎をしのぐ」と断定し、極論すぎると、当時の東京のスポーツ面では掲載をためらった。的中後の後藤は「ユニークな見方」を期待する声に応えようと、論調が飛躍する傾向があった。
浜田にとっての後藤は「ぼやきのクマさん」の印象が強く、かつてのチームメイトであった藤村には「クマはよくこぼす（ぼやく）だろうが、あれはメシをおいしく食うためのウオームアップのようなもの。気にするな」と言われた。
尊敬する川上に良いアドバイスをもらった話をする時でも「あの人にはコーヒー一杯ごちそうになったことはないが」という決まり文句が必ずついていた。投手、遊撃を除く全ポジションと全打順を体験した話をする時は、便利屋扱いをぼやいたが、実はプレーするのがうれしくて仕方なかった。

### 監督時代（第1期 1969年）
1969年は監督不在のまま安芸での秋季キャンプに入り、11月19日に梅田の阪神電鉄本社で後藤の監督昇格が発表されるが、当の後藤本人は安芸にいるという奇妙な会見であった。後藤は自身を「つなぎの監督」だと自覚しており、吉田義男・村山実がコーチ兼任となる。村山は著書『炎のエース』（ベースボール・マガジン社）で、「これでは、まるで、村山と吉田と監督レースが始まりますよ、と世間に公表するようなもの」「どこか奥の院からの指令なのだろう」と記した。吉田と村山の対立の構図が顕在化したことになったが、村山は春季キャンプで「投球に集中できない」とコーチを返上したため、二軍コーチの藤村隆男を一軍に引き上げた。母校・法大から田淵幸一が入団し、江夏豊がエースとしての道を歩み始め、ウィリー・カークランドを全試合4番に起用した。春先は結果の出ない田淵と辻恭彦・辻佳紀と3捕手をやりくりし、前半は6番、終盤は3番で起用して新人王を取らせた。前半は首位を快調に走るなど見せ場を作ってシーズン2位と好成績を挙げたものの、村山の選手兼任監督就任に伴い1年で退任。
退任した際、巨人の監督であった川上が阪神関係者に「なんでクビなんだ!」と怒鳴った。

### 監督時代（第2期 1978年）
1978年は前任の吉田が辞任後の10月28日に長田睦夫球団代表から要請を受け、翌29日に亡父と亡兄の法要で帰った故郷・熊本で80歳の母・アキに報告した。アキは「あの強い巨人と戦うなんて。いまさら監督なんて引き受けんでほしい」と心配するが、「もう大人だし」と強く反対はしなかった。11月2日に梅田の阪神電鉄本社6階の会議室で監督就任会見が開かれたが、後藤は「ネクタイは肩が凝るね」と苦笑して、ひな壇に座った。前回の監督就任時はキャンプ地の安芸にいたため、後藤にとって初めての晴れ舞台であった。水面下で球団は藤村を総監督に据える構想を描き、後藤への要請前に内諾を得ていたが、1966年の総監督・藤本定義―監督・杉下茂という二頭政治の失敗を目の当たりにしている後藤は「それなら引き受けられない」と反発した。長田は藤村について「現場には一切口を出さない。私的な相談役」と無報酬・非常勤の球団社長付アドバイザーで落ち着いた。長田の指令を受け、早速コーチ陣の人選に着手すると、要請に応えた弟子の遠井、渡辺省三、山本哲也ら気心の知れた麻雀仲間のOB達が甲子園球場近くにある後藤宅に集結。ほとんどが球場近くに住んでいたため、なんと自転車で駆けつけた。9年ぶりに現場復帰した後藤は前任の吉田とは正反対ののんびりムードで「和」や「明るさ」を売り物にし、春季キャンプで記者陣からキャッチフレーズを聞かれると「みんな仲良くボチボチと」と答え 、チームのスローガンを問われた際は「お祭り野球」と答えた。
開幕後は山本和行の先発希望を受けいれたために代わる抑えのエースが不在となり、「全員リリーフ、全員先発」という無計画すぎる起用方針で投手陣が崩壊。マイク・ラインバックとハル・ブリーデンを開幕から故障で欠いて戦わなければならなくなり、「外人選手依存体質」といわれていた当時の阪神にとって苦境を強いられる事になる。これに輪をかけたように主力が死球で倒れていき、5月10日の大洋戦（甲子園）で掛布雅之が野村収から頭部死球を受けて1週間の欠場。4日後の14日の広島戦（甲子園）では田淵が北別府学から右手にぶつけられ、さらに16日の中日戦（富山）では佐野仙好が左肘に、24日のヤクルト戦（甲子園）では榊原良行が会田照夫から同じく左肘に死球を喰らい退場といった具合であった。この他にも1番打者候補の中村勝広がアキレス腱痛と、ベストメンバーを組める時が無かった。投手陣の使い方に関しても素人並みで、30日の広島戦（広島市民）では、絶不調の先発上田次郎を1回4点、2回5点と9失点を負うまで代えず野ざらし状態にした。5割ライン浮上への焦りが焦りを呼んで投手陣全体が崩壊し、特に古沢憲司は4月2日の開幕2戦目・巨人戦（後楽園）の終盤に一死一、三塁で投ゴロを処理し、あえて本塁に送球せずにカバーのいない二塁に投げ、やすやすと三塁走者に決勝のホームインをさせた。3日後の5日のヤクルト戦（神宮）では「時間切れ引き分けまであと1分」という土壇場で大矢明彦にサヨナラ本塁打を浴び、自軍ベンチを一気に白けさせた。6月13日の巨人戦（後楽園）では自らの打席で死球を受け出塁したが、次打者・中村のカウント1-2から2盗を企てて失敗。無駄にスタミナを消耗したせいか、その裏には張本勲に10号本塁打を浴びた。29日のヤクルト戦（神宮）ではインプレー中のボールをうっかりグラウンド・ボーイに渡してしまうという草野球並みの失態を演じた。
開幕からの野手陣の故障も相次ぎ、夏頃には「阪神の主力選手が八百長疑惑」と某週刊誌にスクープされるなどの悪循環に陥った。苦悩する後藤を見かねた担当記者が提案したオーダー変更を翌日の試合で取り入れたのは一度や二度ではなく、41勝80敗9分のワースト勝率.339で球団史上初の最下位に沈んだ。この時には若手選手も後藤のおおらかな部分に依存してしまい、江本孟紀は「『一軍で活躍してやろう』と気概を持つ者は少なかった。」と振り返っている。春季キャンプ中に、早めに宿舎に上がった若手選手には、興に乗じて麻雀に勤しむ者まで出る有り様であり、江本は見つけるなり麻雀台を蹴り上げ、若手選手達を叱り飛ばしたこともあった。
1987年に2期目の吉田阪神が球団勝率ワースト記録を塗り替えた時、スポーツ新聞の電話取材に応じた後藤は「そうか、残念やな。セ・リーグを盛り上げるためにも、頑張らんといかのやけどな」と、古巣の低迷を憂いたが、最後に「もうこれで、阪神が負けが込むたびに電話してこなくてもええな」と苦笑した。在任中は藤田が208打席連続無三振、中村がシーズン守備率.998と日本記録を残した。同年のシーズン後半には掛布を4番に我慢強く起用したほか、川藤幸三が代打で生き残るきっかけを作った。監督生活は2期ともに1年で終わっているため、その経緯から「つなぎの後藤」と言われた。

### 監督退任後
1期目と2期目の監督退任後はサンテレビボックス席解説者（1970年 - 1977年, 1979年 - 1995年）を務めた。指導者時代から解説者時代にかけて、お世辞にも綺麗とはいえない自転車に乗って甲子園に出勤し、監督1期目に江夏が「監督があんなのに乗っていたら俺らが恥ずかしい」と言うと「自転車で飯食っている訳じゃない」と意に介さなかった。1994年に喜美子夫人を亡くしてからは、子供はいなかったため、西宮市甲子園の自宅で独り暮らしをしていた。外食が中心で、週の半分は近所の友人と麻雀に興じ、自転車で行きつけの喫茶店に通うなど元気に過ごしていた。
2010年8月24日に阪神-広島15回戦（京セラ）の始球式に登場。当日は「オールドユニフォームシリーズ」の一環として、阪神ナインと同様に大阪タイガース時代の黒色の復刻ユニフォームを着用して登板した。始球式後「60何年ぶりだから懐かしいね」と感慨深げに話し、サンテレビで放送された同試合の中継にゲスト解説として久々に出演した。2014年8月1日にも甲子園90周年記念としてサンテレビで放送された同試合の中継にゲスト解説として出演し、2015年4月7日の阪神-DeNA1回戦の試合前に行われた、阪神球団創設80周年記念開幕セレモニーで始球式を務めた。これが最後の公での姿となった。

### 死去
2015年7月には白坂長栄が死去し、阪神OBで最高齢となっていたが、この年から胆嚢などにがんが見つかっていた。2016年5月30日は最近よく通っていたという健康ランドで友人と入浴する予定だったが断ったのちに体調が悪化し、西宮市内の病院に搬送されたものの、同日午後10時30分、老衰のため死去。92歳没。死去翌日に開幕した同年の日本生命セ・パ交流戦で、6月3日に開催の阪神VS西武1回戦（甲子園）は後藤追悼の意を込めて阪神球団の半旗を掲揚し、阪神ナインは喪章をつけてプレーした。

## 詳細情報

### 年度別打撃成績
| 年 度     | 球 団     | 試 合 | 打 席 | 打 数 | 得 点 | 安 打 | 二 塁 打 | 三 塁 打 | 本 塁 打 | 塁 打 | 打 点 | 盗 塁 | 盗 塁 死 | 犠 打 | 犠 飛 | 四 球 | 敬 遠 | 死 球 | 三 振 | 併 殺 打 | 打 率 | 出 塁 率 | 長 打 率 | O P S |
| --------- | --------- | ----- | ----- | ----- | ----- | ----- | -------- | -------- | -------- | ----- | ----- | ----- | -------- | ----- | ----- | ----- | ----- | ----- | ----- | -------- | ----- | -------- | -------- | ----- |
| 1948      | 大阪      | 140   | 532   | 511   | 46    | 129   | 20       | 3        | 5        | 170   | 36    | 27    | 6        | 6     | --    | 15    | --    | 0     | 20    | --       | .252  | .274     | .333     | .606  |
| 1949      | 大阪      | 125   | 499   | 473   | 87    | 142   | 16       | 4        | 10       | 196   | 40    | 29    | 12       | 5     | --    | 20    | --    | 1     | 18    | --       | .300  | .330     | .414     | .744  |
| 1950      | 大阪      | 112   | 494   | 475   | 91    | 153   | 24       | 5        | 15       | 232   | 79    | 17    | 14       | 2     | --    | 16    | --    | 1     | 18    | 9        | .322  | .346     | .488     | .834  |
| 1951      | 大阪      | 116   | 524   | 502   | 77    | 155   | 23       | 2        | 13       | 221   | 75    | 14    | 7        | 2     | --    | 20    | --    | 0     | 24    | 22       | .309  | .335     | .440     | .775  |
| 1952      | 大阪      | 120   | 566   | 536   | 75    | 161   | 28       | 6        | 3        | 210   | 34    | 19    | 15       | 3     | --    | 25    | --    | 2     | 16    | 18       | .300  | .334     | .392     | .726  |
| 1953      | 大阪      | 96    | 337   | 322   | 33    | 89    | 13       | 3        | 3        | 117   | 40    | 4     | 6        | 5     | --    | 10    | --    | 0     | 12    | 13       | .276  | .298     | .363     | .662  |
| 1955      | 大阪      | 69    | 158   | 156   | 6     | 35    | 5        | 0        | 1        | 43    | 15    | 0     | 2        | 0     | 1     | 1     | 0     | 0     | 16    | 5        | .224  | .228     | .276     | .503  |
| 1956      | 大阪      | 87    | 160   | 147   | 1     | 27    | 1        | 0        | 0        | 28    | 15    | 0     | 3        | 2     | 2     | 8     | 0     | 1     | 19    | 6        | .184  | .228     | .190     | .418  |
| 1957      | 大阪      | 84    | 151   | 138   | 8     | 32    | 2        | 0        | 1        | 37    | 21    | 3     | 2        | 0     | 3     | 9     | 0     | 1     | 17    | 7        | .232  | .278     | .268     | .546  |
| 通算：9年 | 通算：9年 | 949   | 3421  | 3260  | 424   | 923   | 132      | 23       | 51       | 1254  | 355   | 113   | 67       | 25    | 6     | 124   | 0     | 6     | 160   | 80       | .283  | .310     | .385     | .695  |

- 各年度の太字はリーグ最高

### 年度別監督成績
| 年度      | 球団      | 順位      | 試合 | 勝利 | 敗戦 | 引分 | 勝率 | ゲーム差 |
| --------- | --------- | --------- | ---- | ---- | ---- | ---- | ---- | -------- |
| 1969年    | 阪神      | 2位       | 130  | 68   | 59   | 3    | .535 | 6.5      |
| 1978年    | 阪神      | 6位       | 130  | 41   | 80   | 9    | .339 | 30.5     |
| 通算：2年 | 通算：2年 | 通算：2年 | 260  | 109  | 139  | 12   | .440 |          |

※1969年から1996年までは130試合制

### タイトル
- 最多安打（当時連盟表彰なし）：1回（1951年）

### 背番号
- 8 （1948年 - 1949年）
- 22 （1950年 - 1951年）
- 12 （1952年 - 1958年）
- 60 （1959年）
- 55 （1966年 - 1969年）
- 71 （1978年）